# Rolfzen
Rolfzen ist eine Ortschaft der Stadt Steinheim im Kreis Höxter, Nordrhein-Westfalen und hat zurzeit 356 Einwohner (Stand: 31. Dezember 2023).

## Geschichte

### Samtamt Stoppelberg
Die heutige Steinheimer Ortschaft Rolfzen bildete bis 1806 das paderbornisch-lippische Samtamt Stoppelberg. So wie das benachbarte Samtamt Oldenburg stand es unter der Landeshoheit des Hochstifts Paderborn, die landesherrliche Einkünfte wurden aber nach einem bestimmten Schlüssel zwischen dem Hochstift und der Grafschaft Lippe (ab 1789 Fürstentum Lippe) geteilt. Die Rechtsprechung erfolgte in erster Instanz gemeinschaftlich. Der Amtmann des Samtamtes Oldenburg war auch für das Samtamt Stoppelberg zuständig.
Seinen Namen hatte das Samtamt von dem nahe bei Rolfzen gelegenen Stoppelberg, auf dem heute noch eine alte Stadtwüstung an die Grafen von Stoppelberg erinnert. Zu dem Samtamt gehörten das Dorf Rolfzen sowie die adligen Güter Breitenhaupt und Thienhausen. Breitenhaupt bildete eine Exklave des Samtamtes, von Rolfzen und Thienhausen durch das Dorf Hagedorn getrennt. 
1807 fiel das Samtamt an das Königreich Westphalen und erlosch damit de facto; völkerrechtlich wurde es erst 1815 durch den Wiener Kongress aufgehoben und Preußen zugeschlagen.

### Gemeinde Rolfzen
Im Königreich Westphalen wurde 1807 aus dem alten Amt Stoppelberg die Gemeinde Rolfzen im Kanton Steinheim des Departements der Fulda. Nach der napoleonischen Niederlage kam die Gemeinde 1813 zu Preußen und wurde 1816 dem neuen Kreis Brakel zugeordnet, der 1832 in den Kreis Höxter eingegliedert wurde. Im Kreis Höxter gehörte Rolfzen zum Amt Steinheim, das bis in die 1930er Jahre mit dem Amt Nieheim das Doppelamt Nieheim-Steinheim bildete. Am 1. Januar 1970 wurde Rolfzen durch das Gesetz zur Neugliederung des Kreises Höxter vom 2. Dezember 1969 in die Stadt Steinheim eingemeindet.

## Bauwerke
Das Schloss Thienhausen wurde 1609 im Stil der Weserrenaissance errichtet und befindet sich heute im Privatbesitz. Im südlichen Giebel thront eine gekrönte Madonna mit dem Kind.
Die St.-Marien-Kirche ist eine 27 Meter hohe Kirche in der Dorfmitte. Sie wurde 1906 erbaut. Heute finden noch regelmäßig Messen statt.

## Persönlichkeiten
20 Jahre lang lebte Friedrich Wilhelm Weber (1813–1894) im Schloss Thienhausen. Dort verfasste er sein Werk Dreizehnlinden. Annette von Droste-Hülshoff war oft Gast bei Familie Haxthausen, die das Schloss bewohnte.